# Bemlos spinicarpus
Bemlos spinicarpus är en kräftdjursart som först beskrevs av Arthur Sperry Pearse 1912.  Bemlos spinicarpus ingår i släktet Bemlos och familjen Aoridae.

## Underarter
Arten delas in i följande underarter:
- B. s. spinicarpus
- B. s. inermis